# Рицарство
Рицарство е привилегировано средновековно съсловие (обикновено благородническо), което притежава военна подготовка и служи на представителите на по-висшите съсловия.
Посвещаването в рицарство е кралска награда за добра служба. Съществуват рицарски братства (ордени), които се делят на религиозни и светски. Към религиозните се отнасят онези, чиито членове полагат религиозен обет, например рицарите-тамплиери и рицарите-хоспиталиери, основани по време на борбата срещу сарацините. Светските братства са съставени от рицари на кралска служба и принадлежат към висшата аристокрация. Възникването на рицарството се свързва със средновековна Франция и Испания, но се разпространява из цяла Европа, като достига максимален разцвет през XII – XIII век и играе важна роля по време на кръстоносните походи. Съсловието изчезва с появата на огнестрелното оръжие и нарастване на ролята на пехотата.
В по-широк смисъл терминът рицарство е запазен и днес като особен кодекс на поведение и система от добродетели (смелост, справедливост, милосърдие, щедрост, благородство, целомъдрие), чест и любезност. Благодарение на специфичната средновековна куртоазна литература, описваща рицарските подвизи в рицарски романи, в масовото съзнание се сформира романтичен образ на галантния рицар, а самата дума рицар с времето става синоним на благороден човек. Името идва от френското chevalerie, което идва от chevalier, което означава рицар, което идва от cheval (кон). С това са свързани и термините „кавалерство“ и „кавалер“, които описват любезно поведение, особено на мъж към жена.

## Етимология
В различните райони на Западна Европа рицарството се развива по различен начин. Във Франция и Англия съсловието се формира предимно от благородници. В Германия и Южна Испания се водят непрекъснати войни – съответно със славяни и унгарци и с маврите – и затова в съсловието се включват т.нар селски рицари, идващи главно от граничните гарнизони. Още в началото на XI век местните жители им дават съответни названия. В Южна Франция и Испания те са наричани cabalarii, което произлиза от латинското caballarius, конник. В северна Франция рицарят е chevalier, в превод „конник“, в Германия Ritter. В Англия думата knight произхожда от немското Knecht (слуга) и се свързва с първия етап от обучението на бъдещия рицар.

## История
Между XI и XVI век средновековните писатели описват рицарството според местоположението и периода на писателя. Според официалните документи земите под властта на рицарството се свързани с размера на владенията, т.е. с феодалната система.
След XII век рицарството започва да се разбира като морални, религиозни и обществени правила, които рицарите трябва да спазват. Правилата са различни според източника, но най-често се срещат добродетелите смелост, чест и вярна служба. Това понятие също така води до идеализиране на живота и обноските на рицаря в дома, замъка и двора му.
Средновековните рицари възхваляват и се отъждествяват с храбростта, стратегията и идеалите на древните римляни. Например древният наръчник по военно дело от римския автор Вегеций, наречен „По военните въпроси“ (De Re Militari), е преведен на френски от Жан дьо Мьон през XIII век под името „Изкуството на рицарството“ (L'art de chevalerie). Други автори като Оноре Боне (автор на L'arbes des batailles) използват Вегеций като източник за наръчници по военни закони. През XV век Константин дьо Пизан събира книгите на Вегеций, Боне и Фронтин в труда си Livre des faits d'armes et de chevalerie.

### Обучение
Въпреки сериозната разлика в описанията на понятието средновековното рицарско съсловие е посветено в изкуството на войната и е обучено да се сражава в броня, на кон, с пика, меч и щит. Рицарите се учат да овладяват до съвършенство оръжията, да са смели, да бъдат галантни и верни и да не се поддават на страха и подлостта.
Възпитанието на бъдещия рицар става обикновено в дома на сеньора, което вероятно се дължи на стария германски обичай децата на благородниците да се отглеждат и възпитават в кралския двор:с. 89. Момчетата отиват там на около десетгодишна възраст и служат като пажове на господаря и господарката. Заедно с това се учат на езда и боравене с оръжие. Когато усвоят достатъчно умело тези умения, минават в по-горна категория – оръженосец. Той има задължение да придружава рицаря на кон, да му помага да облече бронята си, да пази оръжието му, когато рицарят посещава църква и т.н.

### Посвещаване
В самото начало рицарят се провъзгласявал от сеньора. С намесата на църквата в създаването на рицарската идеология обаче започват да се изпълняват религиозни ритуали.. Докато в началото основните качества, изисквани от рицаря, са ярост и дързост (furor и audacia), то през XI век той трябва да е защитник (defensor) на църквата и на бедните. Доблестта (virtus) придобива и християнски характеристики. Затова истинският рицар бива приобщаван към съсловието с посредничеството на църквата чрез церемонията вписване (adscriptio) или воинско тайнство (sacramentum militae). Има сведения, че преди посвещаването бъдещият рицар трябва да премине през период на очищение – пост и покаяние, изповед. Понякога е трябвало да прекара нощта преди посвещаването в молитви.
Ритуалът по посвещаване се провеждал в църква, замък или дори насред полето, когато става след проявен героизъм в битка. Обикновено се нарича „опасване с меч“, макар че често се изразява в просто докосване на рамото с меча. Следва полагането на клетви от страна на рицаря, които го обвързват със сеньора и останалите от неговото обкръжение. Първоначално младежите били провъзгласявани за рицариш спорадично, но към средата на XII век се създава практика да се приемат на групи, обикновено на Петдесетница.
Хералдиката и правилата за оформление на рицарските гербове играят важна роля. Ако не се сражава, рицарят обикновено живее в замък или укрепен дом, а някои рицари са придворни на крале и по-висши благородници. Единствените достойни занимания за рицаря в мирно време са ловът и рицарските турнири.
Идеята за „рицаря в бляскави доспехи“ може да се проследи до арабите и важни фигури като бедуинския воин Антар ибн Шадад (ок. 580 г.). Рицарството е ключово в ислямския начин на живот и неговата концепция навлиза в източната култура много бързо. По-малко от век по-късно ученият Ал Сулами завършва наръчник за качествата, които рицарят трябва да притежава. Трябва да се отбележи, че тази идея за рицарството е развита много повече от популярната идея за рицар на кон. Тя представлява пълна промяна в начина на живот, от която европейската представа съдържа само част. Чарлс Реджиналд Хейнс отбелязва, че ислямските принципи „като вярност, изискано поведение, щедрост и други са здраво залегнали в арабското поведение“. Средновековна Испания, която той нарича „люлка на рицарството“, наследява тази концепция поради арабското влияние в Ал-Андалус (арабското наименование на Иберийския полуостров). „Набожност, изисканост, мъжество по време на битка, дарът на сладкодумието, изкуството на поезията, умения на коня, сръчност с меча, копието и лъка“ са качества, които притежава елитен мавърски воин. Според характеристиката на Ричард Франсис Бъртън върху източниците за рицарството из цяла Европа „не се вижда обожествяване на секса като универсално действие и най-висшата задача на човека“, и „Трябва да отбележа, че влиянието на арабската поезия в концепцията за любовта в европейското рицарството е по-голямо от това на средновековната християнска доктрина“.
Християнството играе важна роля в оформянето на добродетелите на рицарството. Движението „Божи мир“ (на латински: Pax et treuga Dei) на католическата църква през X век е пример за това и задължава рицарите да защитават и уважават по-слабите членове на обществото и да помагат на църквата да пази мира. Същевременно църквата подкрепя военните средства в защита на вярата със създаването на концепции като справедлива война. Обредът по посвещаването в рицарство включва литургия и ритуална баня за пречистване. През XI век идеята за „рицарите на Христа“ (miles Christi) добива популярност във Франция, Испания и Италия. Концепцията за „религиозно рицарство“ се развива през епохата на Кръстоносните походи, когато самите кръстоносци се считат за идеали на кавалерството. Представите за рицарство са повлияни и от Саладин, който е описван от средновековните християнски летописци като храбър воин.
Отношенията между рицарството и благородниците се различават според географската област. Във Франция всеки рицар има и благородническа титла. В Германия и Ниските земи рицарите и благородниците са напълно различни съсловия. В Англия отношенията между рицарите, благородниците и земевладелците са много сложни.
В края на Средновековието богатите търговци получават рицарски права – синовете на богатите граждани се обучават в аристократичните дворове и усвояват рицарски обноски. Тази демократизация на кавалерството довежда до създаването на наръчници по етикет, които описват държанието на т.нар. „джентълмени“. Постсредновековните правила за джентълменство като чест, уважение към жените и грижа към нещастните са пряко свързани с идеалите на рицарството и историческите обстоятелства, които го създават.
Средновековното развитие на рицарството, със схващането на красива девойка и смел рицар, влюбен в нея, не само се свързва със схващането за Света Богородица, но и я повлиява. Средновековното обожествяване на Света Богородица е в противес на това, че на обикновените жени, особено тези извън аристократичните кръгове, е гледано като на по-нисши. Въпреки че по това време жените са считани за не съвсем добри, Света Богородица е посредник на Бог и е вид спасение за мъжа. Развитието на сревдновековната мариология и смяната на отношението към жените стават успоредно и могат да се споменат в един контекст.

## Съвременни спорове
Има много въпроси, свързани с рицарството, предизвикващи спор у историците. В своят огромен труд върху рицарството, The Broad-Stone of Honour, Кенълм Хенри Дигби дава следното определение:
| „ | С думата рицарство се обозначават духът или състоянието на ума, което предизвиква хората да правят героични дела и ги доближава до всичко красиво и възвишено в интелектуалния и морален свят | “ |

И до днес се спори доколко делата на известни рицари като Годфрид дьо Буйон, Уилям Маршал и Бертран дю Гесклен са станали модели на подражание сред рицарите, или са били образи на съществуващите тогава норми на поведение.
Друга тема на спорове е дали, след като си набави оръжия, рицарството е станало достижимо за всеки човек, който има физическите и психическите умения, нужни за него или право на него имат само тези, които са родени в рицарски семейства.

## Рицарството в литературата
В художествената литература, като например в „Песен за Ролан“, рицарството представлява достойнство на бойното поле.
При изучаване на средновековната литература рицарството може да се раздели на 3 прости, но всеобхватни морални задължения:
1. Дълг към сънародниците и другите християни: милосърдие, смелост, справедливост, защита на слабите и бедните и вярна служба на сюзерена и краля. Тези дългове създават идеята за рицаря, който дава живота си за друг човек, независимо дали това е бедняк или неговия сюзерен.
2. Дълг към Бог: набожност, защита на беззащитните, преданост на църквата, победа над злото, благородие и поставяне на Бог над самодържеца.
3. Дълг към жените: Това може би е най-известният аспект на кавалерството. Той включва т.нар. куртоазия, идеята за рицаря, който служи на една дама и на всички жени след нея. Най-важни в тази категория са нежност и милост към жените.

Тези видове правила присъстват най-често в представата за рицарство.
В различните художествени произведения се дава различна тежест на всеки от видовете:
1. воинско рицарство, където основният дълг на рицаря е към неговия сюзерен, се вижда в „Сър Гауейн и Зеленият рицар“ и „Сватбата на сър Гауейн и лейди Рагнъл“.
2. религиозно рицарство, където основният дълг на рицаря е да пази беззащитните и да служи на Бог, се вижда при сър Галахад и сър Парсифал в легендите за Светия Граал.
3. куртоазно рицарство, където основният дълг на рицаря е да защитава своята любима и всички дами след нея, се вижда при сър Ланселот в любовта му към кралица Гуиневир и при Тристан в любовта му към Изолда.

И в трите аспекта присъства честта. Тя е основният и водещ принцип на рицарство. Тоест честта винаги напътства действията на рицаря.